# Meganephria debilis
Meganephria debilis är en fjärilsart som beskrevs av Warnecke 1933. Meganephria debilis ingår i släktet Meganephria och familjen nattflyn. Inga underarter finns listade i Catalogue of Life.